# Добрый путь
«Добрый путь» (цыг. Latcho drom, 1993) — полудокументальный, лирико-философический фильм французского режиссёра Тони Гатлифа, посвящённый распространению цыган по миру, разнообразию цыганского народа, цыганским бедам и радостям.

## Сюжет
Фильм начинается с показа индийской народности, родственной цыганам и имеющей схожий образ жизни и профессии, банджаров, живущих там же, где предки цыган, которых они символизируют — в Раджастхане. Далее показываются цыгане разных стран: Египта, Турции, Румынии, Венгрии, Словакии, Франции, Испании. В течение практически всего фильма исполняются песни и танцы, характерные для цыган данного региона. В румынском эпизоде фильма снимаются цыганские лэутары из Клежань — Taraf de Haïdouks.
Бедам цыганского народа посвящены две сцены: румынские цыгане, живущие на дереве из-за запрета румынских соседей ходить по земле под угрозой смерти, и исполнение словацкой цыганкой песни о мужчине, умершем в Аушвице во время Кали Траш.

### Песня словацкой цыганки
Эту песню сочинила простая цыганка Ружена Даниэлова, чей муж, Мартин Даниэлов, умер в Аушвице 12 сентября 1943 года. Это одно из немногих известных фольклорных свидетельств о Кали Траш (геноциде цыган). В фильме исполняется Маргитой Макуловой.

## Награды
- Приз программы «Особый взгляд» Каннского кинофестиваля 1993 года[3]
- Премия Национального общества кинокритиков США за особые заслуги в авангардном и экспериментальном кинематографе с формулировкой: «за экспериментальный фильм Latcho Drom, колоритный цыганский мюзикл, в котором ловко перемешиваются документалистика и художественное кино, охватывающий три континента, восемь стран и около десяти веков — на широком экране и в стереозвуке»[4]
- «Американское гран-при» Монреальского всемирного кинофестиваля вместе с фильмами «Принцы» и «Странный чужак» «цыганской» трилогии Тони Гатлифа[5]